# Алвар (Изер)
Алвар (фр. Allevard) насеље је и општина у источној Француској у региону Рона-Алпи, у департману Изер која припада префектури Гренобл.
По подацима из 2011. године у општини је живело 3753 становника, а густина насељености је износила 144,35 становника/km². Општина се простире на површини од 26 km². Налази се на средњој надморској висини од 475 m метара (максималној 2.749 m, а минималној 399 m m).

## Демографија
| 1962. | 1968. | 1975. | 1982. | 1990. | 1999. | 2011. |
| ----- | ----- | ----- | ----- | ----- | ----- | ----- |
| 2.384 | 2.478 | 2.565 | 2.391 | 2.558 | 3.081 | 3.753 |

График промене броја становника у току последњих година